# شلاوبتال
شلاوبتال (به آلمانی: Schlaubetal) یک شهر در آلمان است که در اودر-اشپری واقع شده‌است. شلاوبتال ۱٬۹۹۹ نفر جمعیت دارد.